# سیارک ۵۹۶۸
سیارک ۵۹۶۸ (به انگلیسی: 5968 Trauger، نامگذاری:1991FC) پنج هزار و نهصد و شصت و هشتمین سیارک کشف شده‌است که در ۱۷ مارس ۱۹۹۱ کشف شد.
قدر مطلق سیارک برابر ۱۳٫۴۰ است.